# Кузмина, Анастасия Ивановна
Анастасия Ивановна Кузмина (28 ноября 1923 года, Новгородская область — 1 августа 2013 года) — телятница совхоза «Ныммкюла» Раквереского района Эстонской ССР. Герой Социалистического Труда (1971).

## Биография
Родилась в 1923 году в Новгородской области. 
Достигла выдающихся трудовых показателей в выращивании телят. Досрочно выполнила личные социалистические обязательства и плановые задания Восьмой пятилетки (1966—1970). 8 апреля 1971 года неопубликованным Указом Президиума Верховного Совета СССР удостоена звания Героя Социалистического Труда «за выдающиеся успехи, достигнутые в развитии сельскохозяйственного производства и выполнении пятилетнего плана продажи государству продуктов земледелия и животноводства» с вручением ордена Ленина и золотой медали Серп и Молот.